# Вандербильт, Уильям Киссам
Уильям Киссам Вандербильт (англ. William Kissam Vanderbilt, а также William Kissam «Willie» Vanderbilt I; 12 декабря 1849, Нью-Дорп, Нью-Йорк — 22 июля 1920, XVI округ Парижа) — американский бизнесмен, коннозаводчик и филантроп

## Биография
Был третьим из восьми детей в семье основателей семейства Вандербильтов — Уильяма Генри Вандербильта и Марии Луизы Киссам.
Унаследовал от своего отца большое состояние, некоторое время управлял семейными инвестициями в железную дорогу. В 1879 году, после приобретения Большого римского ипподрома (Great Roman Hippodrome) Финеаса Барнума, который находился на территории железной дороги рядом с парком Мэдисон-сквер, открыл на его месте спортивный комплекс «Мэдисон-сквер-гарден».
После этого занялся скачками и коневодством. Стал одним из основателей Жокейного клуба, был акционером и президентом ипподрома Sheepshead Bay Race Track в Бруклине, Нью-Йорк, а также владельцем успешной гоночной конюшни. В 1896 году он построил в Нью-Йорке на Манхэттене биржу American Horse Exchange, которую в 1911 году сдал в аренду и в конце концов продал театральной компании The Shubert Organization, превратившей её в театр «Winter Garden Theatre».

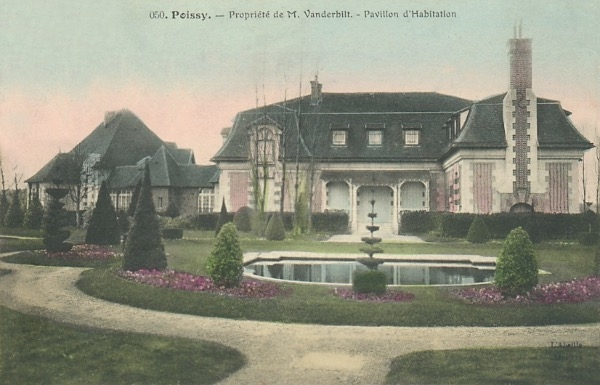
Шато Вандербильта во Франции

После развода с первой женой, переехал во Францию, где построил большой дом и основал ферму по разведению чистокровных лошадей Haras du Quesnay для скачек и конюшню недалеко от Довиля в известном французском конном регионе Нижняя Нормандия. Лошади Вандербильта выиграли ряд важных гонок во Франции, в том числе: Prix Jean-Luc Lagardère, Grand Prix de Deauville, Grand Prix de Paris, Prix de Guiche, Prix du Jockey Club, Prix Royal-Oak и многие другие.
Умер 22 июля 1920 года в Париже. Похоронен в семейном мавзолее Вандербильтов в Нью-Дорпе на Статен-Айленде (штат Нью-Йорк).
Во время Второй мировой войны в честь Вандербильта был назван морской корабль типа «Либерти» США SS William K. Vanderbilt. Также он известен как один из крупнейших спонсоров эскадрильи «Лафайет», принимавшей участие в Первой мировой войне, за что был награждён орденом Почётного легиона.

## Личная жизнь
20 апреля 1875 года Уильям Киссам Вандербильт женился на Алве Эрскин Смит из семьи Мюррея Форбса Смита и его жены Фиби Энн Деша (Phoebe Ann Desha). У них было трое детей:
- Консуэло Вандербильт (1877—1964),
- Уильям Киссам Вандербильт II (1878—1944),
- Гарольд Стирлинг Вандербильт (1884 −1970).

После развода в 1895 году Алва Смит вышла замуж за старого друга Вандербильта — Оливера Белмонта.
В 1903 году Вандербильт женился во второй раз на Энн Гарриман, дочери банкира Оливера Гарримана, у которой было два сына от первого брака и две дочери от второго брака. Общих с Вандербильтом детей у них не было.